# Davide Boriani
Davide Boriani (Milano, 5 aprile 1936) è un artista italiano.

## Biografia
Esponente di spicco dell'arte cinetica italiana, nell'ottobre del 1959 ha fondato il Gruppo T assieme a Giovanni Anceschi, Gabriele Devecchi, Gianni Colombo e Grazia Varisco.

## Opere
Tra le maggiori opere d'arte vi sono le superfici magnetiche (realizzate tra il 1959 e il 1966), superfici in cui della polvere di ferro segue forme e tracciati irregolari grazie a dei magneti rotanti.